# CNCO World Tour
CNCO World Tour es la segunda gira de conciertos de la banda CNCO, la cual da promoción a su álbum homónimo CNCO. Inició el 6 de octubre de 2018, en Ciudad de Guatemala, Guatemala. La gira de amplio carácter internacional, tenía más de 50 conciertos programados en diversos países a fecha de enero de 2019, que concluirían en Santo Domingo, República Dominicana.

## Repertorio
Setlist Reportado por la cuenta de Instagram CNCO World Tour.
1. «Intro» & «Hey DJ»
2. «Mi Medicina»
3. «Estoy Enamorado De Ti»
4. «Bonita»
5. «Solo Yo»
Interludio
6. «Tan Fácil»
7. «Devuélveme mi Corazón»
8. «Noche Inolvidable»
9. «Volverte a Ver»
10. «Pretend»
11. «No me Sueltes»
12. «Mala Actitud»
Interludio
13. «Tu Luz»
14. «Cometa»
15. «Primera Cita»
16. «Fan Enamorada »
17. «Fiesta En Mi Casa»
Interludio
18. «Reggeatón Lento Remix»
19. «Quisiera»
20. «Súbeme La Radio Remix»
21. «Quisiera Alejarme Remix»
22. «Diganle Remix»
23. «Demúestrame»
24. «Mamita»
25. «Para Enamorarte»
26. «Se Vuelve Loca»

## Fechas
| Día                             | Ciudad                  | País                 | Recinto                                    | Espectadores  | Recaudación   |
| Latinoamérica                   | Latinoamérica           | Latinoamérica        | Latinoamérica                              | Latinoamérica | Latinoamérica |
| ------------------------------- | ----------------------- | -------------------- | ------------------------------------------ | ------------- | ------------- |
| 6 de octubre de 2018            | Ciudad de Guatemala     | Guatemala            | Futeca Cardales de Cayala                  |               |               |
| 19 de octubre de 2018           | Medellín                | Colombia             | Plaza de Toros La Macarena                 |               |               |
| 20 de octubre de 2018           | Bogotá                  | Colombia             | Centro de Eventos Autopista Norte          |               |               |
| 2 de noviembre de 2018          | Riobamba                | Ecuador              | Estadio Olímpico de Riobamba               |               |               |
| 3 de noviembre de 2018          | Azogues                 | Ecuador              | Estadio Jorge Andrade Cantos               |               |               |
| 10 de noviembre de 2018         | San Salvador            | El Salvador          | Parque nacional de Pelota Saturnino Bengoa |               |               |
| 16 de noviembre de 2018         | León                    | México               | Parque Metropolitano                       |               |               |
| 22 de noviembre de 2018         | Quito                   | Ecuador              | Coliseo General Rumiñahui                  |               |               |
| 23 de noviembre de 2018         | Guayaquil               | Ecuador              | Coliseo Voltaire Paladines Polo            |               |               |
| 24 de noviembre de 2018         | Guayaquil               | Ecuador              | Coliseo Voltaire Paladines Polo            |               |               |
| 29 de noviembre de 2018         | Guadalajara             | México               | Auditorio Telmex                           |               |               |
| 1 de diciembre de 2018          | Asunción                | Paraguay             | Jockey Club                                | Festival      | Festival      |
| 3 de diciembre de 2018          | Montevideo              | Uruguay              | Teatro de Verano Ramón Collazo             |               |               |
| 7 de diciembre de 2018          | Buenos Aires            | Argentina            | Hipódromo de Palermo                       |               |               |
| 9 de diciembre de 2018          | Santiago                | Chile                | Movistar Arena                             |               |               |
| 11 de diciembre de 2018         | La Paz                  | Bolivia              | Teatro Al Aire Libre                       |               |               |
| 12 de diciembre de 2018         | Santa Cruz de la Sierra | Bolivia              | Estadio Real Santa Cruz                    |               |               |
| Norteamérica y Chile - Etapa II |                         |                      |                                            |               |               |
| 24 de enero de 2019             | McAllen                 | Estados Unidos       | Hidalgo Arena                              |               |               |
| 25 de enero de 2019             | Houston                 | Estados Unidos       | Smart Financial Centre Union               |               |               |
| 26 de enero de 2019             | Dallas                  | Estados Unidos       | Fair Park                                  |               |               |
| 27 de enero de 2019             | El Paso                 | Estados Unidos       | The Coliseum                               |               |               |
| 7 de febrero de 2019            | Talca                   | Chile                | Balneario Río Claro                        | Festival      | Festival      |
| 14 de febrero de 2019           | San Juan                | Puerto Rico          | Coliseo de Puerto Rico                     |               |               |
| 16 de febrero de 2019           | San José                | Estados Unidos       | City National Civic                        |               |               |
| 17 de febrero de 2019           | Los Ángeles             | Estados Unidos       | Microsoft Theater                          |               |               |
| 21 de febrero de 2019           | Boston                  | Estados Unidos       | House of Blues Boston                      |               |               |
| 22 de febrero de 2019           | Chicago                 | Estados Unidos       | Rosemont Theatre                           |               |               |
| 23 de febrero de 2019           | Nueva York              | Estados Unidos       | United Palace Theatre                      |               |               |
| 24 de febrero de 2019           | Nueva York              | Estados Unidos       | United Palace Theatre                      |               |               |
| 1 de marzo de 2019              | Miami                   | Estados Unidos       | American Airlines Arena                    |               |               |
| 2 de marzo de 2019              | Orlando                 | Estados Unidos       | House of Blues Orlando                     |               |               |
| Europa - Etapa III              |                         |                      |                                            |               |               |
| 7 de marzo de 2019              | Milán                   | Italia               | Fabrique Milano                            |               |               |
| 9 de marzo de 2019              | Nápoles                 | Italia               | Teatro Palapartenope                       |               |               |
| 14 de marzo de 2019             | Madrid                  | España               | WiZink Center                              |               |               |
| 15 de marzo de 2019             | Barcelona               | España               | Palau Sant Jordi                           |               |               |
| 17 de marzo de 2019             | Zúrich                  | Suiza                | Volkshaus                                  |               |               |
| 21 de marzo de 2019             | Ámsterdam               | Países Bajos         | Melkweg                                    |               |               |
| 22 de marzo de 2019             | Bruselas                | Bélgica              | La Madeleine                               |               |               |
| 23 de marzo de 2019             | París                   | Francia              | Bataclan                                   |               |               |
| 24 de marzo de 2019             | Londres                 | Inglaterra           | Shepherd's Bush Empire                     |               |               |
| Latinoamérica - Etapa IV        |                         |                      |                                            |               |               |
| 11 de abril de 2019             | Lima                    | Perú                 | Anfiteatro del Parque de la Exposición     |               |               |
| 29 de septiembre de 2019        | Ciudad de México        | México               |                                            |               |               |
| 7 de noviembre de 2019          | Curitiba                | Brasil               | Teatro Positivo                            |               |               |
| 8 de noviembre de 2019          | Rio de Janeiro          | Brasil               | Vivo Rio                                   |               |               |
| 9 de noviembre de 2019          | Salvador                | Brasil               | Concha Acústica                            |               |               |
| 10 de noviembre de 2019         | São Paulo               | Brasil               | Tom Brasil                                 |               |               |
| 5 de diciembre de 2019          | Managua                 | Nicaragua            |                                            |               |               |
| 7 de diciembre de 2019          | Santo Domingo           | República Dominicana | Coliseo Teo Cruz                           |               |               |